# Aussilhon
Aussilhon (en francès Aussillon) és un municipi francès situat al departament del Tarn i a la regió d'Occitània. Limita al nord amb Pairin e Aut Montel i Pont de Larn, a l'est amb Masamet, i a l'oest amb Aigafonda.

## Demografia
| 1831                                       | 1962  | 1968  | 1975  | 1982  | 1990  | 1999  | 2006  | 2017  |
| ------------------------------------------ | ----- | ----- | ----- | ----- | ----- | ----- | ----- | ----- |
| 1.118                                      | 4.504 | 6.653 | 8.383 | 8.178 | 7.673 | 7.076 | 6.696 | 5.892 |
| Des de 1962: població sense dobles comptes |       |       |       |       |       |       |       |       |

## Administració
| Període   | Identitat        | Partit        |
| --------- | ---------------- | ------------- |
| 1989-2014 | Didier Houlès    | PS            |
| 2014-2020 | Bernard Escudier | divers gauche |
| 2020-     | Fabrice Cabral   | PS            |